# Claudine Gay
Claudine Gay (Nueva York, 4 de agosto de 1970) es una politóloga y profesora que se desempeñaba como la trigésima presidenta de la Universidad de Harvard. Al asumir el cargo en 2023, se convirtió en la primera presidenta negra de la universidad, fundada 368 años antes. Antes de convertirse en presidenta de la universidad, se desempeñó como Decana de la Familia Edgerley de la Facultad de Artes y Ciencias de Harvard y Profesora Wilbur A. Cowett de Gobierno y Estudios Africanos y Afroamericanos. La investigación de Gay aborda el comportamiento político estadounidense, incluida la participación electoral y las políticas de raza e identidad.
Gay ha sido acusada de 47 diferentes plagios de material en 8 del total de 17 artículos académicos que ha publicado en toda su carrera académica.  En diciembre de 2023, Harvard ya había identificado cuatro plagios de Gay, los cuales había denominado “lenguaje duplicativo,” y Gay, presidente en funciones, había pedido que su tesis de graduación de 1997 fuese actualizada para corregir los plagios.
Durante la presidencia Gay, el número de estudiantes solicitando admisión a la universidad cayó 17%.

## Primeros años y educación
Gay creció como hija de inmigrantes haitianos, que llegaron a Estados Unidos hace más de cincuenta años y se conocieron en la ciudad de Nueva York como estudiantes. Su madre estudió enfermería y su padre estudió ingeniería. Gay pasó gran parte de su infancia primero en la ciudad de Nueva York y luego en Arabia Saudita, donde su padre trabajaba para el Cuerpo de Ingenieros del Ejército de los Estados Unidos, mientras su madre era enfermera titulada. Gay es prima de la escritora Roxane Gay, sobrina del monopolista magnate del concreto haitiano Michael Gay, e hija del vicepresidente de la concretera.
Gay asistió a la Phillips Exeter Academy, un internado privado en Exeter, Nuevo Hampshire, y luego asistió a la Universidad Stanford, donde estudió economía. Recibió el premio Anna Laura Myers a la mejor tesis de pregrado en economía y se graduó en 1992. Luego, Gay obtuvo su doctorado en 1998 de la Universidad de Harvard, donde ganó el Premio Toppan de la universidad a la mejor tesis en ciencias políticas.

## Carrera
Después de graduarse, Gay se desempeñó como profesora asistente y luego profesora asociada titular en el Departamento de Ciencias Políticas de la Universidad Stanford de 2000 a 2006. En el año académico 2003-2004, Gay fue becaria del Centro de Estudios Avanzados en Ciencias del Comportamiento.
Posteriormente, Gay fue contratada por Harvard para ser profesora de gobierno en 2006 y, además, nombrada profesora de estudios afroamericanos en 2007.

### Década de 2010
En 2015, fue nombrada simultáneamente Profesora Wilbur A. Cowett de Gobierno y Estudios Africanos y Afroamericanos y Decana de Estudios Sociales en la Facultad de Artes y Ciencias. Tres años después, en 2018, fue nombrada decana de la familia Edgerley de la Facultad de Artes y Ciencias de Harvard.
Como Decana de la Facultad de Artes y Ciencias (FAS), responsable de los estudios de posgrado y pregrado, Gay describió cuatro prioridades: aumentar la diversidad entre los profesores, aumentar los estudios interdisciplinarios entre los estudiantes, fomentar la colaboración entre los profesores y fomentar la participación de los profesores en la comunidad universitaria. Durante este tiempo, la universidad tuvo que lidiar con las perturbaciones educativas y financieras provocadas por la pandemia de COVID-19. Para el año fiscal 2020, la FAS informó pérdidas de 15,8 millones de dólares. En 2021, Gay anunció que el costo de los compromisos académicos principales de la FAS era mayor que sus ingresos e inició procesos para reducir los gastos, incluido el congelamiento de las bonificaciones y aumentos salariales de los profesores y el congelamiento de las búsquedas de profesores. En 2021, FAS informó un superávit de 51 millones de dólares, un aumento espectacular con respecto al déficit proyectado de 112 millones de dólares. El superávit fue parte de un superávit universitario mayor de $238 millones para el año fiscal 2021.
En 2019, el profesor de la Escuela de Derecho Harvard y decano de la facultad de Winthrop House, Ronald Sullivan, enfrentó el escrutinio de estudiantes y administradores escolares, incluida Gay, por unirse al equipo de defensa legal de Harvey Weinstein, quien en ese momento estaba siendo juzgado por casos de abuso sexual, mientras se desempeñaba como decano. Gay creía que el papel de un decano residencial venía con "la expectativa de una responsabilidad especial para con el bienestar de los estudiantes" y consideró "insuficiente" la justificación de Sullivan para defender a un acusado impopular. En mayo de 2019, la universidad anunció que Sullivan y su esposa, quienes fueron los primeros decanos de facultad negros de la universidad, no renovarían sus contratos de decano de facultad. La decisión fue controvertida y fue denunciada por la Unión Estadounidense por las Libertades Civiles, diciendo que la universidad "podría haber utilizado el incidente como un momento de enseñanza sobre la importancia de la defensa penal en nuestra sociedad, así como sobre la importancia de la tolerancia en un campus de educación superior". La universidad anunció de manera controvertida que la decisión de no renovar el contrato de Sullivan se debió a las condiciones morales y de desempeño en Winthrop House. Sin embargo, la ACLU concluyó que "según todas las apariencias, fue la representación de Weinstein por parte de Sullivan, no su desempeño como decano, lo que provocó su despido". El público de Sullivan acusó a Gay y al decano Rakesh Khurana de engañar a la universidad y al público en cuanto a los razonamientos de su despido.

#### Plagiarismo
En 2019, siendo decana de la Facultad de Ciencias y Artes de Harvard, Gay aprobó una "política y procedimientos" en casos de plagio la cual exime al profesorado de Harvard de sanciones (y por ende a sí misma) en caso de emplear material de terceros sin cita; se penalizan los plagios solamente si son a sabiendas, intencionales, o negligentes.   Gay no extendió las nuevas mercedes a los estudiantes, sino solamente al profesorado.  Desde 2019, cientos de estudiantes de la universidad fueron amonestados y/o expulsados por plagio.

### Década de 2020
En junio de 2022, el presidente de Harvard, Larry Bacow, anunció que dimitiría del cargo en un año. Un comité de búsqueda, dirigido por Penny Pritzker, miembro principal de la Corporación Harvard, consideró 600 nominados y seleccionó a Gay para suceder a Bacow en uno de los comités de búsqueda presidencial más cortos en la historia de la universidad. El 15 de diciembre de 2022, la Universidad de Harvard anunció que Gay había sido seleccionada como la trigésima presidenta de la Universidad de Harvard, donde se desempeñaría como la primera presidenta negra de la universidad. Asumió oficialmente el cargo el 1 de julio de 2023.

## Controversias
En diciembre de 2023, Gay pidió perdón por haber declarado ante el congreso de los Estados Unidos que, en Harvard, advocar el genocidio de los judíos constituye hostigamiento solamente  dependiendo del contexto.
En enero de 2024, renunció como rectora debido a acusaciones de plagio y por declaraciones públicas en la Cámara de Representantes consideradas como antisemitas.

## Publicaciones
- 1998: "Doble vínculo: el impacto del género y la raza en la política de las mujeres negras", Psicología política, en coautoría con Katherine Tate
- 2001: "El efecto de la representación negra en el Congreso en la participación política", American Political Science Review
- 2001: El efecto de los distritos minoritarios y la representación de las minorías en la participación política en California, Instituto de Políticas Públicas de California
- 2002: "¿Espirales de confianza? El efecto de la representación descriptiva en la relación entre los ciudadanos y su gobierno", American Journal of Political Science
- 2004: "Poner la raza en contexto: identificar los determinantes ambientales de las actitudes raciales de los negros", American Political Science Review
- 2006: "Ver la diferencia: el efecto de la disparidad económica en las actitudes de los negros hacia los latinos", Revista estadounidense de ciencias políticas
- 2007: "Legislar sin restricciones: el efecto de la división de distritos minoritarios en la capacidad de respuesta de los legisladores a las preferencias de los distritos electorales", The Journal of Politics
- 2012: "Avanzando hacia las oportunidades: los efectos políticos de un experimento de movilidad habitacional", Urban Affairs Review
- 2013: ¿Ya no son forasteros? Modelos de incorporación política de inmigrantes, Oxford University Press, coeditor con Jacqueline Chattopadhyay, Jennifer Hochschild y Michael Jones-Correa
- 2014: "El conocimiento importa: presiones cruzadas políticas y partidismo negro", Comportamiento político